# Anomis lineosa
Anomis lineosa är en fjärilsart som beskrevs av Walker 1865. Anomis lineosa ingår i släktet Anomis och familjen nattflyn. Inga underarter finns listade i Catalogue of Life.